# David McBeth
David McBeth – nowozelandzki zapaśnik walczący w obu stylach. 
Zajął osiemnaste miejsce na mistrzostwach świata w 1995. Wicemistrz Wspólnoty Narodów w 1991 i 1995.
Ośmiokrotny medalista mistrzostw Oceanii w latach 1992 – 1999.